# Gwen Graham
Pour les articles homonymes, voir Graham.
Gwendolyn Graham dite Gwen Graham, née le 31 janvier 1963 à Miami Lakes, est une femme politique américaine, représentante de Floride à la Chambre des représentants des États-Unis de 2015 à 2017.

## Biographie

### Jeunesse et débuts professionnels
Graham est née le 31 janvier 1963 à Miami Lakes, dans le comté de Miami-Dade. Elle est la fille de Bob Graham, ancien gouverneur et sénateur de Floride. Elle passe son adolescence dans la capitale de l'État, Tallahassee, lorsque celui-ci est gouverneur.
Elle étudie à l'Université de Caroline du Nord à Chapel Hill puis à l'école de droit de l'American University. Après 13 années consacrées à l'éducation de ses enfants, elle devient avocate puis directrice des ressources humaines des écoles du comté de Leon.
Elle participe aux campagnes électorales de son père, puis à celle d'Howard Dean en 2004.

### Représentante des États-Unis
Graham se présente en 2014 à la Chambre des représentants des États-Unis, dans le 2e district de Floride. Elle affronte le républicain sortant Steve Southerland. Elle se dépeint comme capable de dépasser les clivages politiques face à un adversaire élu avec le soutien du Tea Party. Dans cette circonscription penchant plutôt vers les républicains, Southerland est d'abord favori. Mais profitant notamment de la popularité de son père, elle parvient à soulever plus de fonds que son adversaire et à rendre l'élection indécise. L'élection est alors considérée comme l'un des rares gains possibles pour les démocrates. Durant la campagne, plus de 14 millions de dollars sont dépensés, ce qui en fait l'une des élections les plus chères du pays. Elle l'emporte de justesse avec 50,5 % des voix contre 49,3 % pour le représentant sortant. Elle est, avec Brad Ashford, l'une des deux seuls démocrates à battre un républicain sortant lors de ces élections.
Elle est approchée par certains démocrates pour se présenter au Sénat lors des élections de 2016. Elle choisit cependant de ne pas se lancer dans la course et soutient la candidature de Patrick Murphy.
En décembre 2015, la Cour suprême de Floride impose un redécoupage des circonscriptions pour la Chambre des représentants[réf. souhaitée]. Les limites du deuxième district sont profondément modifiées, le siège devient presque ingagnable pour les démocrates. En avril 2016, Graham annonce qu'elle n'est pas candidate à sa réélection en novembre, mais qu'elle envisage de se présenter au poste de gouverneur en 2018.

### Après le Congrès
Après son mandat de représentante, Graham se consacre à sa candidature à l'élection du gouverneur de 2018. Elle devient rapidement la favorite de la primaire démocrate. Alors qu'elle met en avant son travail bipartisan et ses succès dans une circonscription conservatrice, elle est critiquée par ses adversaires pour ses positions trop modérées au Congrès et sa tendance à utiliser le nom de son père comme argument de campagne. En fin de campagne, un nouvel entrant dans la primaire — le milliardaire Jeff Greene — dépense des millions de dollars contre Graham et l'ancien maire de Miami Beach, Philip Levine, considérés comme les deux favoris. Ces attaques semblent cependant profiter au troisième principal candidat, le maire de Tallahassee Andrew Gillum, soutenu par la gauche du parti. La primaire voit la victoire de Gillum avec 34 % des voix, devant Graham (31 %), Levine (20 %) et Greene (10 %).

## Positions politiques
Graham est une démocrate modérée. Lors de son unique mandat, elle est considérée comme la représentante démocrate la plus conservatrice de Floride. Elle soutient le droit de posséder une arme à feu et se montre critique vis-à-vis du Patient Protection and Affordable Care Act. Elle prend des positions plus à gauche lors de sa campagne pour le poste de gouverneur, promettant d'interdire les fusils d'assaut et d'étendre la couverture santé.

## Vie privée
Graham est mariée à Steve Hurm. Elle a trois enfants d'un précédent mariage avec Mark Logan.